# Le Repas de chasse
Le Repas de chasse, ou L'Hallali du chevreuil, est un tableau réalisé par le peintre français Gustave Courbet en 1858 à Francfort-sur-le-Main, en Allemagne. Cette huile sur toile est une scène de genre qui représente la préparation d'un pique-nique au bord d'un ruisseau pendant une chasse. L'œuvre est conservée au musée Wallraf Richartz, à Cologne.